# Mahide (kommunhuvudort)
Mahide är en kommunhuvudort i Spanien.   Den ligger i provinsen Provincia de Zamora och regionen Kastilien och Leon, i den nordvästra delen av landet, 270 km nordväst om huvudstaden Madrid. Mahide ligger 826 meter över havet och antalet invånare är 476.
Terrängen runt Mahide är kuperad norrut, men söderut är den platt. Runt Mahide är det mycket glesbefolkat, med 4 invånare per kvadratkilometer. Närmaste större samhälle är Alcanizes, 19,0 km söder om Mahide. 